# Votla cerkev
Votla cerkev (hrvaško Šuplja crkva) so ostanki romanske rimskokatoliške cerkve iz 11. stoletja v Saloni, Hrvaška. 

## Zgodovina
Cerkev se je prvotno imenovala bazilika svetega Petra in Mojzesa. Zgrajena je bila na temeljih starejše krščanske cerkve poleg bizantinske kapele iz 6. stoletja. Znana je po tem, da so v njej kronali kralja Zvonimirja, in je ob cerkvah, kot sta cerkvi sv. Štefana na Otoku in sv. Marije v Solinu, ena od cerkva, ki so jih zgradili Hrvati, v 11. stoletju. Dolga je bila 26 metrov in široka 13 metrov in imela tri apside, ločene s stebri. Zahodni vhod je imel narteks,  južna stran pa zvonik, od katerega je ostalo le še nekaj stopnic. V narteksu naj bi bil sarkofag, zelo verjetno hrvaškega kralja. 
Lokacija se je začela raziskovati v 20. letih prejšnjega stoletja. Leta 1931 je izkopaval Ejnar Dyggve, njegovo delo pa je bilo dokončano leta 1934. Leta 1935 je dela nekaj časa nadaljeval Ljubo Karaman. Nekaj obnovitvenih del je bilo opravljenih v petdesetih letih 20. stoletja, najresnejše arheološke raziskave pa so bile opravljene v letih 1990–1993. Najdišče je zdaj zavarovano in večinoma izkopano, vendar ga še vedno ogrožajo vode Jadra in bližnja cesta.